# Automatic Identification System

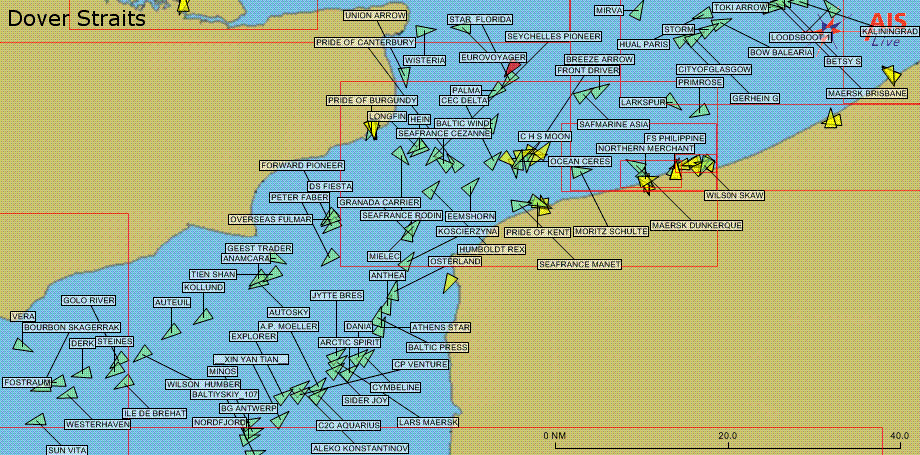
Wizualizacja danych z AIS dla kanału La Manche

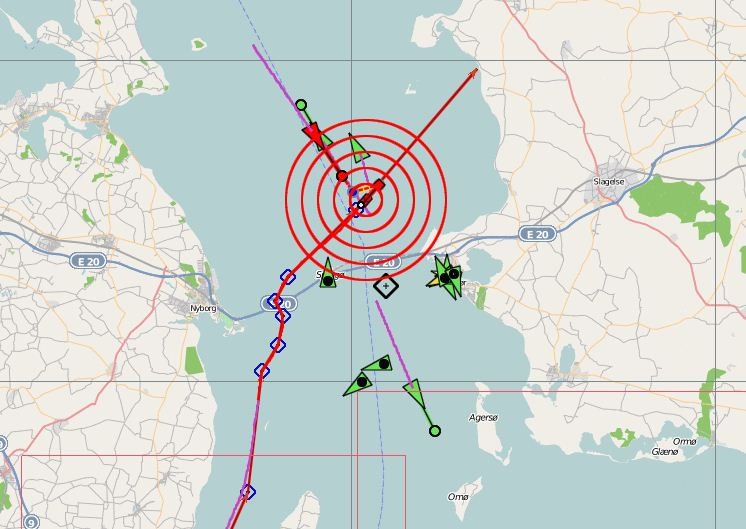
Obiekty AIS widziane w programie OpenCPN

System Automatycznej Identyfikacji, AIS (ang. Automatic Identification System, AIS) – system automatycznej łączności opracowany w końcu XX wieku i rozpowszechniony na początku XXI. Zapewnia automatyczną wymianę danych, przydatnych do uniknięcia kolizji między statkami oraz identyfikujący statek dla brzegowych systemów nadzorujących ruch statków (VTS).
Według wymagań V Rozdziału Konwencji SOLAS opracowanej przez IMO, system AIS powinien być zainstalowany na:
- wszystkich statkach o pojemności brutto 300 i więcej, zatrudnionych w żegludze międzynarodowej,
- wszystkich statkach o pojemności brutto 500 i więcej, niezatrudnionych w żegludze międzynarodowej,
- wszystkich statkach pasażerskich, niezależnie od rozmiaru[1].

## Dane przesyłane przez system AIS
System AIS przesyła następujące rodzaje danych:
- Informacje dynamiczne: pozycja statku, jego kurs i prędkość, informacje o zmianie kursu oraz status statku,
- Dane statyczne: nazwa statku, jego sygnał wywoławczy (Call Sign), bandera, numery IMO oraz MMSI, rok budowy, typ oraz wymiary statku,
- Dane dotyczące danej podróży: port przeznaczenia, spodziewany czas przybycia (ETA), zanurzenie.

## Sprzęt

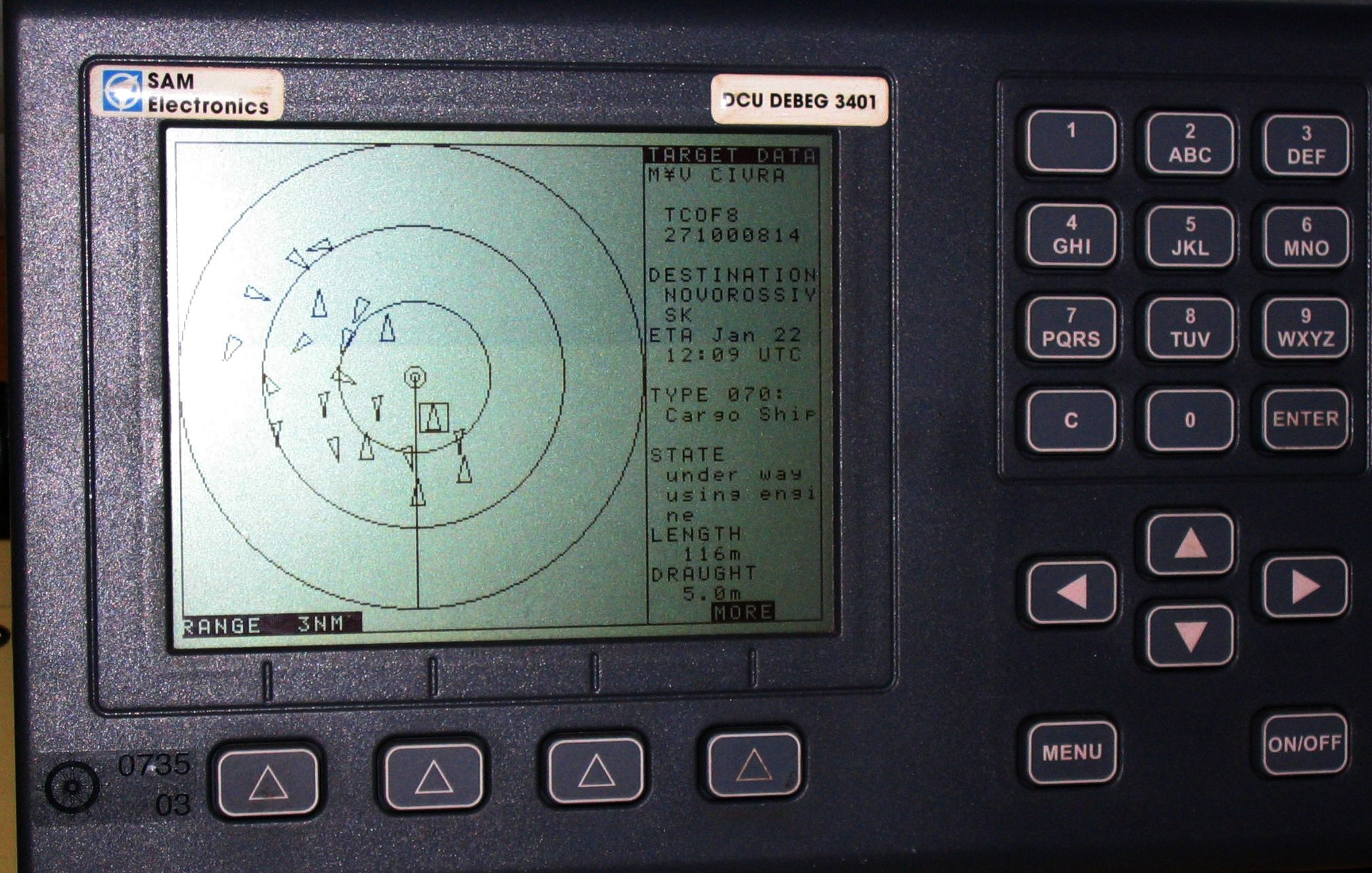
odbiornik AIS, z wizualizacją ruchu statków w pobliżu w sposób zbliżony do wyświetlacza radaru nawigacyjnego

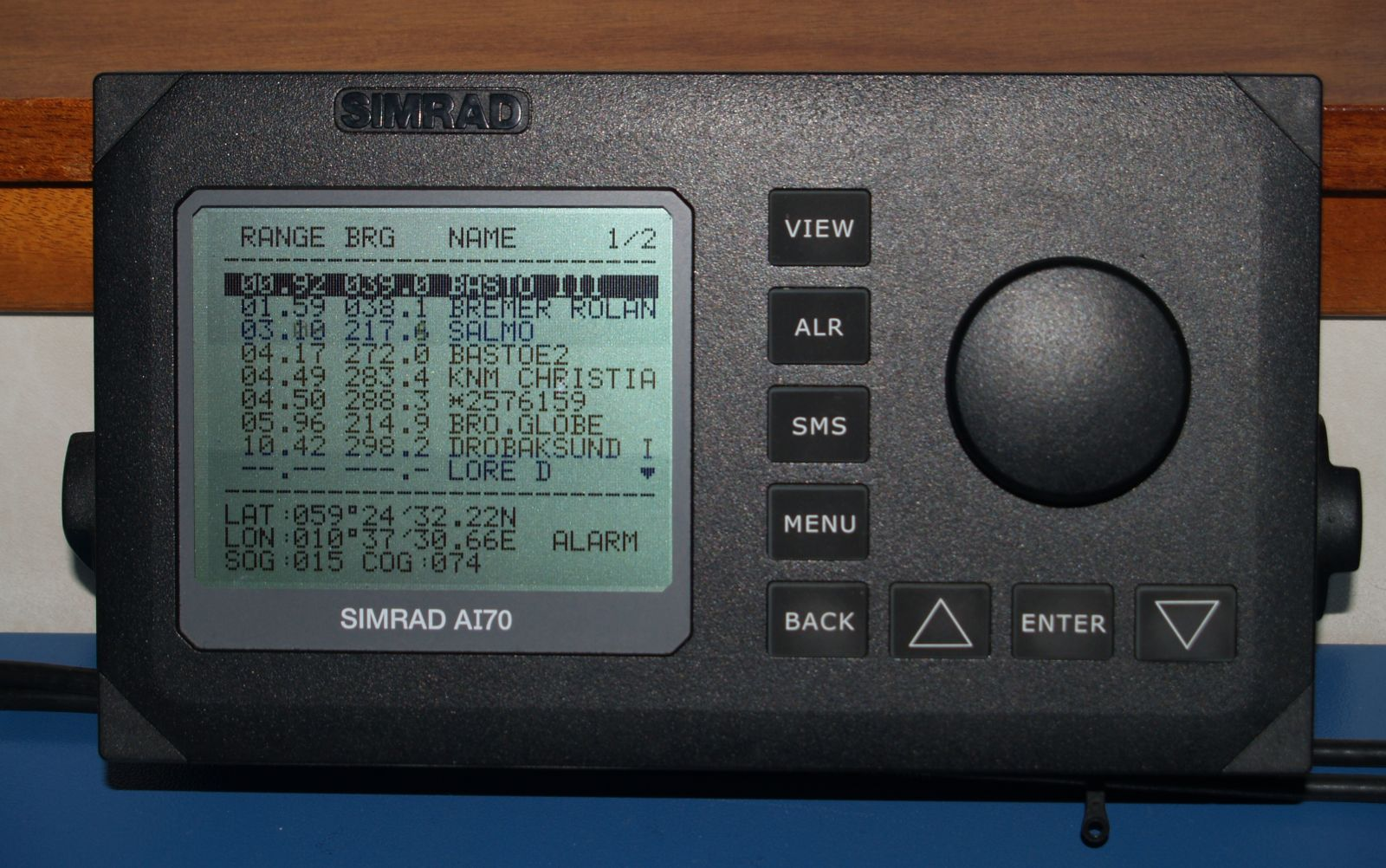
Statkowy terminal AIS, pokazujący nazwy, namiary i odległości do statków w pobliżu

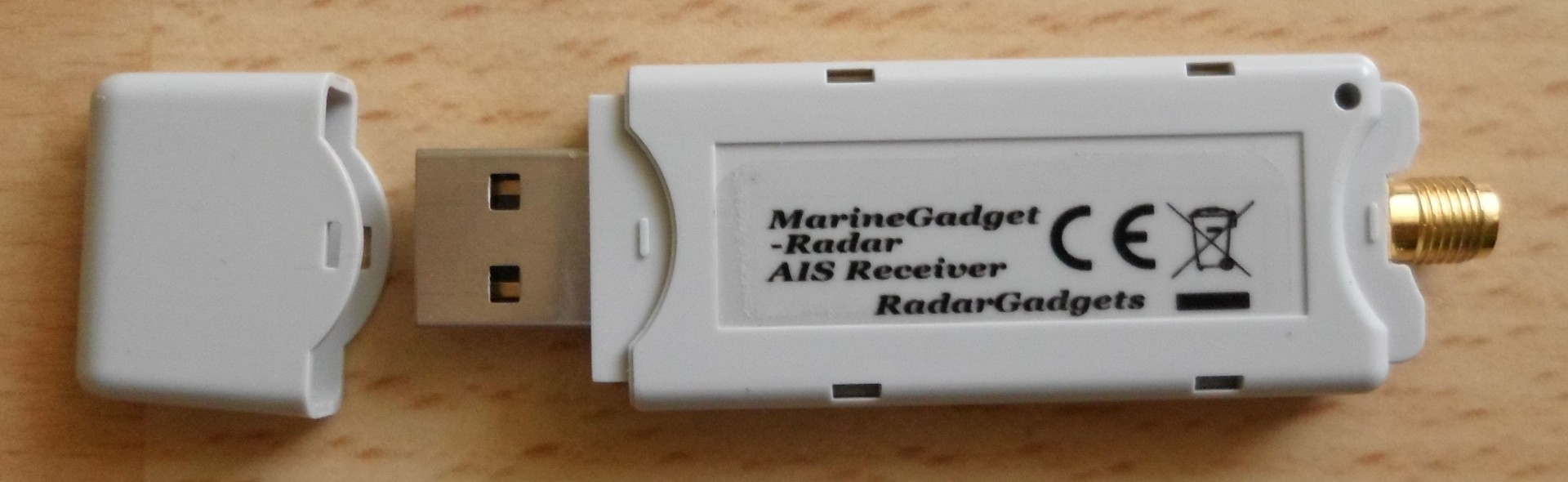
Miniaturowy odbiornik AIS w formie USB-stick (antena zewnętrzna przez złącze SMA)

Statkowe urządzenie AIS składa się z urządzenia nadawczo-odbiorczego UKF (transpondera), pracującego na częstotliwościach 161,975 MHz (kanał A) i 162,025 MHz (kanał B) połączonego z odpowiednim dedykowanym sprzętem (zaprogramowanym komputerem). Do komputera spływają automatycznie dane o pozycji i ruchu statku z GPS i odpowiednich czujników (log, żyrokompas, echosonda). Dane te, wraz z informacjami wprowadzonymi ręcznie (nazwa jednostki, sygnał wywoławczy, numer MMSI, port przeznaczenia, zanurzenie, liczba osób na pokładzie, podstawowe wymiary jednostki wraz z położeniem anteny AIS) są nadawane w specjalnym formacie i mogą być odczytane przez urządzenia AIS na statkach w pobliżu (do kilkudziesięciu mil morskich) i stacjach kontroli ruchu. AIS może być połączony z systemami antykolizyjnymi statku oraz VDR (rejestratorem parametrów statku tzw. czarna skrzynka). Dane odbierane przez system mogą być wyświetlane urządzeniach typu chartplotter oraz nakładane na obraz radarowy. Dzięki temu rozwiązaniu oficer wachtowy ma ułatwione zadanie w podjęciu decyzji o uniknięciu kolizji.
Na mniejszych jednostkach można obecnie spotkać pokładowe radiostacje UKF z wbudowaną obsługą systemu AIS oraz kompaktowe transpondery AIS dedykowane dla niewielkich jednostek pływających.
Istnieją następujące typy urządzeń systemu AIS:
- Transpondery Class-A – Urządzenia przeznaczone dla dużych statków komercyjnych objętych wymaganiami Konwencji SOLAS. Nadają z mocą 12,5 W przy użyciu protokołu SOTDMA, domyślnie przekazują pełny zestaw danych w odstępach od 2 do 10 sekund (zależnie od prędkości statku), odbierają wszystkie typy wiadomości AIS,
- Transpondery Class-B+ – Urządzenia nadające z mocą 5 W przy użyciu SOTDMA, domyślnie co 5 sekund.[9]

- Transpondery Class-B – Urządzenia przeznaczone dla mniejszych statków komercyjnych oraz jednostek rekreacyjnych, które nie podlegają regulacjom Konwencji SOLAS. Nadają z mocą 2 W przy użyciu protokołu CSTDMA, domyślnie przekazują dane co 30 sekund, lecz ta częstotliwość podlega zmianom w zależności od prędkości jednostki lub poleceń ze stacji bazowej systemu AIS. Przesyłają mniejszy zestaw danych niż transpondery typu Class-A, odbierają wszystkie typy wiadomości AIS,

- Stacje bazowe systemu AIS - Stacje bazowe służą do monitorowania oraz sterowania komunikacją systemu AIS,

- Transpondery Aids to Navigation (AtoN) – Transpondery AtoN są to transpondery montowane na bojach lub przeszkodach nawigacyjnych, mające za zadanie wskazywać pobliskim jednostkom dokładne położenie przeszkody,

- Odbiorniki systemu AIS - Odbiorniki AIS wyłącznie odbierają transmisję z transponderów (transceiverów): Class-A, Class-B, AtoN oraz stacji bazowych systemu AIS, ale same nie wysyłają żadnych informacji o jednostce na której są zainstalowane.

## Podział czasu
Aby uniknąć wzajemnego zagłuszania, transpondery systemu AIS działają w systemie podziału czasu. Transpondery typu Class-A transmitują dane według protokołu SOTDMA (Samoorganizowany wielodostęp w dziedzinie czasu), co w skrócie polega na tym, że każdy statek nadaje tylko przez krótki czas w tzw. „szczelinach czasowych”, powtarzając nadawanie w odstępach zależnych od prędkości i zmiany kursu: około trzech minut dla statków zatrzymanych, około 10 sekund dla statków poruszających się z prędkością do 14 węzłów, 6 sekund z prędkością 14-23 węzłów, 2 sekundy z prędkością powyżej 23 węzłów. Jeśli statek jednocześnie zmienia kurs, czasy te ulegają odpowiedniemu skróceniu. Protokół SOTDMA zapewnia kilka tysięcy „okien czasowych” w ciągu minuty.
Specjalnie do zastosowania w tańszych transponderach typu Class-B został opracowany prostszy protokół transmisji CSTDMA, który jest w pełni kompatybilny ze stosowanym w urządzeniach Class-A i Class-B+ protokołem SOTDMA, przy czym transmisja w protokole SOTDMA ma zawsze wyższy priorytet niż transmisja w protokole CSTDMA.

## Zasięg
Ponieważ AIS pracuje na częstotliwościach UKF, zasięg zależy od wysokości zamontowania anteny. Zgodnie z założeniami przy antenie umiejscowionej na wysokości 15 m ponad poziom morza zasięg wynosi 15–20 mil morskich. Większe statki, na których antena znajduje się znacznie wyżej, odbierają sygnały z odległości ok. 40–60 mil morskich. W warunkach bardzo dobrej propagacji zdarza się odbierać sygnały ze statków oddalonych nawet o 150 mil.

## Kontrowersje
System AIS był pomyślany jako narzędzie antykolizji statek-statek oraz identyfikacji statków przez stacje brzegowe nadzorujące ruch w miejscach o dużym natężeniu ruchu (VTS).
Po 2001 roku, w ramach zmodyfikowanego V Rozdziału Konwencji SOLAS, a nie akcji przeciwko terroryzmowi, po wprowadzeniu Międzynarodowego Kodeksu Ochrony Statku i Obiektu Portowego (ISPS), włączono AIS do wymagań wyposażenia statków konwencyjnych. Inne mogą go mieć dobrowolnie.
Wraz z upowszechnianiem się AIS powstały systemy narodowe, a nawet międzynarodowe stacji brzegowych (np. system bałtycki HELCOM, obejmujący również Polskę), a także serwisy internetowe, pokazujące użytkownikom dane AIS odebrane przez niektóre stacje nabrzeżne. Po pewnym czasie podniosły się głosy, że nieograniczony dostęp do danych może naruszać tajemnicę handlową i pozwala piratom na śledzenie statków. Według ostatnich zaleceń AIS powinien być stale włączony, ale kapitan jednostki może podjąć decyzję o jego wyłączeniu.
Źródło: Konwencja SOLAS (IMO)